# Tour Suffren
La tour Suffren est un ouvrage fortifié datant du XIe siècle situé à Saint-Tropez, en France.

## Historique
Ce monument se situe juste derrière le port de Saint-Tropez près de la Ponche. 
La tour Guillaume construite en 980 est le plus vieil édifice de la ville. Cette ancienne demeure de la seigneurie de Saint-Tropez fut occupée par la famille de Suffren qui tenait le titre au XVIIIe siècle. 
Cette tour était le point fort de défense de la 1ère enceinte de Saint-Tropez lors de son repeuplement en 1470. Élément défensif tourné vers la mer, elle protégeait le petit port et l’entrée du village, sa plate-forme sommitale servant essentiellement de guet. 
Elle a également joué le rôle de refuge pour la population en cas de razzia, mais aussi de prison occasionnelle. 
Partie intégrante du château seigneurial, elle a abrité les familles issues de la noblesse provençale, Saint Rémy, Grasse et au XVIIIe siècle Suffren qui lui a donné son nom actuel. 
Après avoir été un entrepôt pendant la Révolution française, elle a abrité l’école d’hydrographie de Saint-Tropez au début du XIXe siècle. Cet établissement a formé des générations de capitaines au cabotage et au long cours, Tropéziens qui ont sillonné toutes les mers du globe.